# Stig Brattström

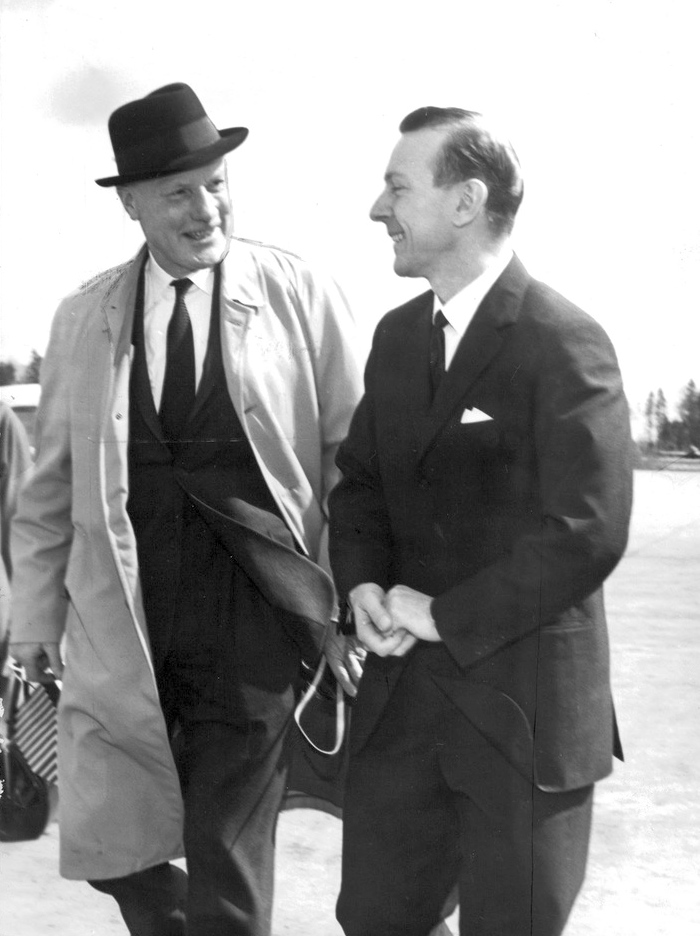
Stig Brattström (rechts) beim Empfang des kanadischen Ministers Arthur Laing (22. Mai 1965)

Stig Viktor Brattström (* 11. März 1931 in Helsinki) ist ein ehemaliger schwedischer Diplomat, der unter anderem zwischen 1979 und 1982 Botschafter in Algerien, von 1983 bis 1992 Botschafter und Chef der Delegation bei den Europäischen Gemeinschaften (EG) in Brüssel sowie zwischen 1992 und 1996 Botschafter in Frankreich war.

## Leben
Stig Viktor Brattström, Sohn des Pastors Victor Brattström und Märta Brattström, begann nach dem Abitur (Studentexamen) ein Studium der Rechtswissenschaften, welches er als Juris kandidat beendete und trat 1956 als Attaché in den diplomatischen Dienst des Außenministeriums (Utenriksdepartementet) ein. Er fand in der Folgezeit neben dem Außenministerium Verwendungen an den Botschaften in Finnland, im Vereinigten Königreich, in der Volksrepublik China sowie bei der Ständigen Vertretung und Delegation beim Büro der Vereinten Nationen in Genf. Er war zwischen 1976 und 1978 als Auswärtiger Rat (Utrikesråd) im Außenministerium tätig und absolvierte von 1978 bis 1979 ein postgraduales Studium an der Harvard University.
Als Nachfolger von Harald Edelstam wurde Brattström 1979 Botschafter in Algerien mit Amtssitz in Algier und bekleidete dieses Amt bis 1982, woraufhin Jean-Christophe Öberg ihn ablöste. Nachdem er zwischen 1982 und 1983 kommissarischer Delegierter bei den Vereinten Nationen in New York City war, fungierte er von 1983 bis 1992 als Botschafter und Chef der Delegation bei den Europäischen Gemeinschaften (EG) in Brüssel. 1992 übernahm er von Carl Lidbom den Posten als Botschafter in Frankreich mit Amtssitz in Paris und verblieb in dieser Funktion bis zu seiner Ablösung durch Örjan Berner 1996. Nach seiner Rückkehr wurde er 1997 Einführer ausländischer Gesandter.
Stig Brattström heiratete die Einkaufschefin Mona Forsberg (* 1937), Tochter des Abteilungsdirektors Tage Forsberg und Greta Forsberg.